# Knocked Up
Knocked Up és una pel·lícula estatunidenca del 2007 de comèdia romàntica protagonitzada per Katherine Heigl i Seth Rogen, dirigida i escrita per Judd Apatow.

## Argument
En Ben Stone (Seth Rogen) viu dels fons rebuts en compensació per una lesió, i esporàdicament treballa en una pàgina web semblant a Mr. Skin amb els seus companys de pis. L'Alison Scott (Katherine Heigl) és una dona centrada en la seva carrera, que acaba de rebre un paper a E!, i viu a casa de la seva germana Debbie (Leslie Mann). L'Alison coneix en Ben en un club nocturn. Després d'una gran nit d'alcohol, acaben junts, i és aleshores que comença la seva odissea.